# Palais de Rumine
Le palais de Rumine est un édifice de style italianisant construit à la fin du XIXe siècle sur le territoire de la ville de Lausanne, en Suisse.
C’est ici qu’a été signé le traité de Lausanne en juillet 1923, qui a été décisif dans l’histoire de la Turquie moderne et des Balkans du sud.

## Situation
Il se trouve à l'est de la place de la Riponne, non loin de la Cité, dans le quartier du centre.

## Histoire

### Origines et construction
À sa mort en 1871, Gabriel de Rumine, fils de la noble russe Catherine de Rumine, offre à la ville de Lausanne 1,5 million de francs suisses pour la construction d’un édifice d’utilité publique.
Le choix de l'emplacement de ce futur bâtiment occupe les autorités lausannoises pendant une grande partie de l'année 1888 : si un consensus se dégage rapidement pour le bâtir non loin du centre-ville, les sites de Mon-Repos, de Montbenon, de la Cité-Dessus, de Beaulieu ou du boulevard de Grancy sont successivement proposés avant que la place de la Riponne ne soit finalement retenue.
La construction du bâtiment débute en septembre 1898 d'après les plans de l'architecte lyonnais Gaspard André. Les travaux mettent au jour les fondations du couvent de dominicains de la Madeleine, détruit au XVIe siècle, qui se trouvait à l'emplacement de l'aile sud du palais. Réalisé par Louis Bezencenet, Louis Girardet, Francis Isoz et Charles Melley après le décès du premier architecte, le palais de Rumine est inauguré le 3 novembre 1902, mais n'est terminé qu'en 1906. Il abrite alors divers services de l'Académie, dont sa bibliothèque, permettant ainsi à cette institution de se transformer en université. Il accueille également les collections scientifiques et artistiques de la ville et du canton. Quand les collections du Musée industriel, voulu par Catherine de Rumine, sont divisées en deux, la partie consacrée aux arts décoratifs se retrouve au Palais de Rumine. Ce nouveau Musée d'art industriel est inauguré le 12 septembre 1909.  L'Aula est décorée de fresques dues à Louis Rivier et terminées en 1923.
Un cèdre à encens est planté sur la terrasse à l’issue de la construction. Ce conifère atteint en 2024 les dimensions de 22 mètres de hauteur et un tronc de 361 centimètres de circonférence.

### Traité de Lausanne
Le Traité de Lausanne est signé le 24 juillet 1923 dans la salle de l'Aula. Il ne reste aucune trace de cet épisode au Palais de Rumine. La table sur laquelle avait été signée ce traité a été rendue à la Turquie par le Conseiller fédéral Pascal Couchepin en 2008.

### Organisation actuelle

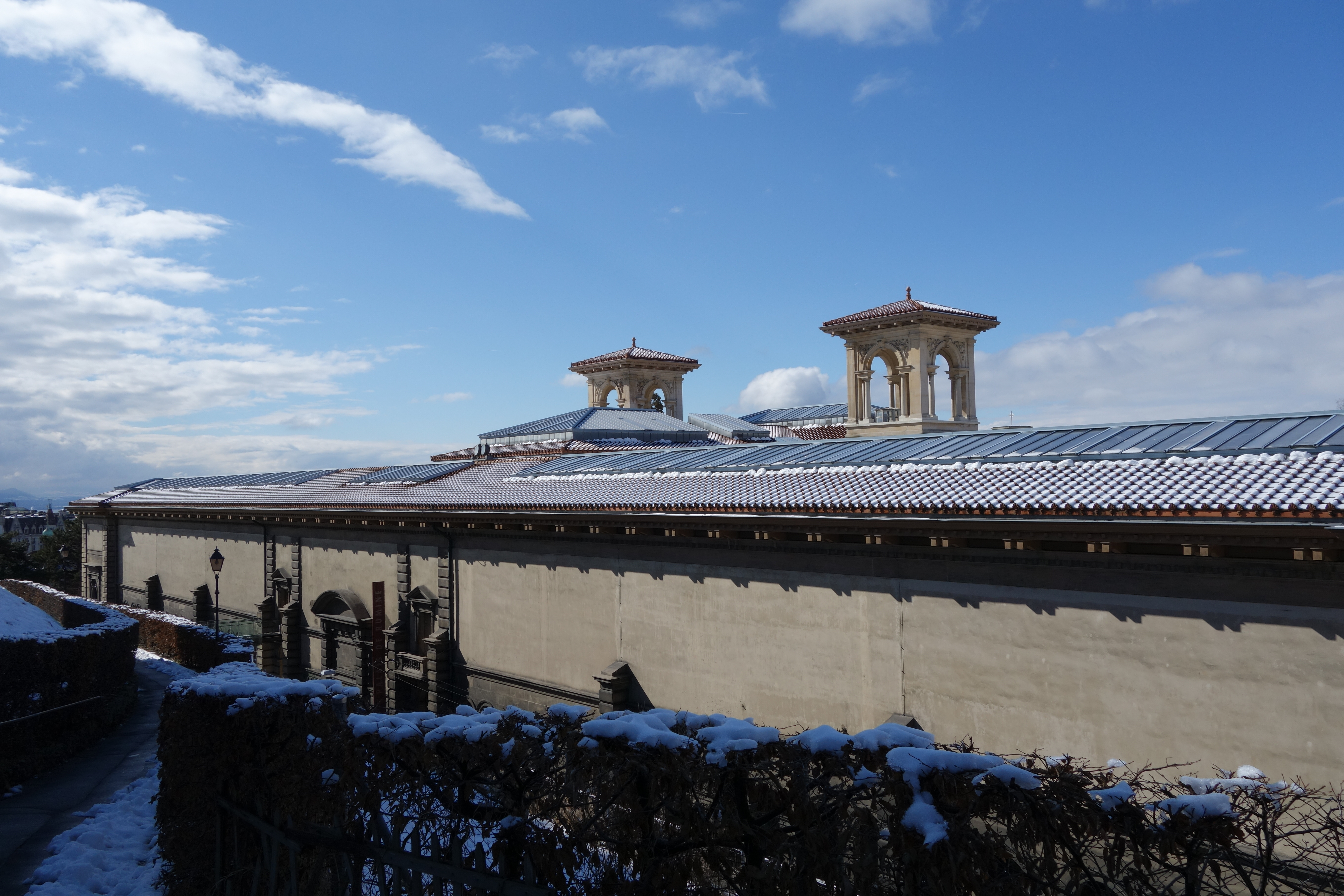
Le palais de Rumine vu de dos depuis la cité.

Dans les années 1980, vu le manque de place, l'université a été déplacée sur son site actuel à Dorigny, au bord du lac, et le palais de Rumine a été restructuré. Il accueille aujourd'hui l'un des trois sites de la Bibliothèque cantonale et universitaire de Lausanne et plusieurs musées cantonaux :
- le musée d'archéologie et d'histoire et sa collection de monnaies et médailles[9]
- les départements de géologie et de zoologie du Muséum cantonal des sciences naturelles ou Naturéum[10],[11].

De 2002 à 2017, à la suite de l'incendie du bâtiment du Grand Conseil, le palais a accueilli le Grand Conseil, organe législatif du canton de Vaud. Depuis 2017, le Grand Conseil siège dans son nouveau bâtiment à la Cité. Depuis 2019, le musée cantonal des beaux-arts a déménagé à Plateforme 10, nouveau site muséal lausannois consacré à l'art.
Depuis le 1er janvier 2023, les musées cantonaux de géologie, de zoologie et de botanique ont fusionné pour devenir le nouveau Muséum cantonal des sciences naturelles.

### Centenaire et bicentenaire
En 2006, les cent ans du palais ont été l'occasion d'une rétrospective intitulée « Voyage en Ruminie » et organisée par les différentes institutions occupant (ou ayant occupé) les lieux. En 2018, le Palais de Rumine fête le bicentenaire de la création du Musée cantonal avec une exposition commune, COSMOS.
Le palais, ainsi que les musées qui s'y trouvent, sont inscrits comme biens culturels suisses d'importance nationale.

## Expositions
Des expositions temporaires communes à plusieurs musées sont organisées dans le Palais de Rumine :
- 2009-2010 : Oh My God, Darwin et l'évolution
- 2017-2018 : Ai Weiwei. C'est toujours les autres, organisée par le Musée cantonal des Beaux-Arts avec des œuvres déployées dans l'entier du bâtiment.
- 2018-2019 : COSMOS, exposition qui fête le bicentenaire de la création du musée cantonal, et qui met en valeur trésors et collections, dans une scénographie interdisciplinaire[15].
- 2020-2021 : Exotic ? Regarder l'ailleurs en Suisse au siècle des Lumières[16].
- 2021-2022 : FROID, exposition itinérante de la Cité des Sciences de Paris[17].
- 2022-2023 : QANGA, exposition sur l'histoire du Groenland du néolithique à nos jours. Elle s'appuie sur la BD éponyme de Nuka K. Godtfredsen[18].
- 2022-2023 : Indésirables !? les animaux mal-aimés de la ville, exposition sur les animaux qualifiés de nuisibles et très bien adaptés à la ville, comme les rats, les cafards, les pigeons ou les punaises de lit[19].
- 2023 : Muséum d'histoire surnaturelle, exposition des œuvres du sculpteur français Christophe Dumont dans l'entier du bâtiment[20].
- 2023-2024 : Sacré Mormont, enquête chez les Celtes, une exposition consacrée au site archéologique celtique vaudois du Mormont[21].
- 2024-2025: Spécimens 24, nos collections racontent, sur l'histoire des sciences[22]